# Agustín Mario Cejas
Agustín Mario Cejas (Buenos Aires; 22 de marzo de 1945 - Buenos Aires; 14 de agosto de 2015) fue un futbolista argentino que se desempeñó como guardameta. Es considerado una leyenda en Racing Club, donde integró el histórico equipo dirigido por Juan José Pizzuti que se consagró campeón de la Primera División en 1966, y de la Copa Libertadores y la Copa Intercontinental en 1967.

## Trayectoria como jugador

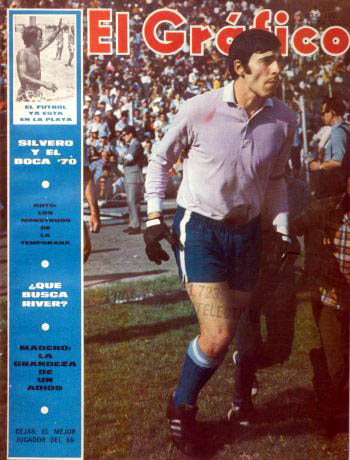
El Gráfico - Agustín Cejas de Racing Club.

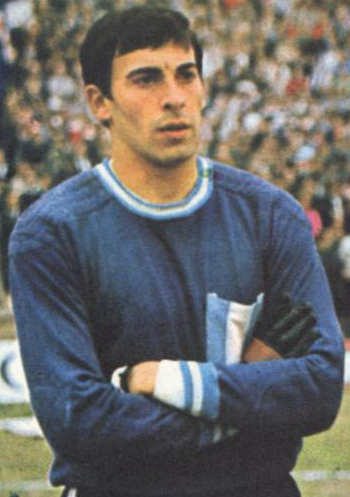
Agustín Cejas en la final de la Copa Libertadores 1967.

Comenzó su carrera profesional a los 17 años, jugando para Racing Club de Avellaneda, en 1962. Allí protagonizó 334 partidos y tiene el récord de presencias con la camiseta albiceleste de Avellaneda, como también la mayor marca de imbatibilidad, con 666 minutos sin recibir un gol (entre 1965 y 1966) . Vistiendo los colores del Racing Club y como garante del arco (combinación de arquero atajador y arquero jugador) del Equipo de José, y con una serie de 39 partidos invictos, ganó la Copa Libertadores 1967 y la Copa Intercontinental 1967 ante el Celtic de Glasgow, el 4 de noviembre de dicho año, en el Estadio Centenario de Montevideo.
En 1970 fue convocado por Santos Futebol Clube con el que ganó el Torneo Hexagonal 1970, el Torneo de Kingston 1971 y la Fita Azul 1972, luego disputar 17 partidos en 47 días, en varios países de Asia, Oceanía y América del Norte. Luego de eso, alcanzaron el Campeonato Paulista (1973). 
En 1975 regresó a su país natal jugando para Huracán, con el que salió subcampeón del Torneo Metropolitano. Al año siguiente, retornó a Brasil participar en Grêmio FBPA. 
Transcurrido un año allí, volvió a Racing Club de Avellaneda. 
Concluyó su distinguida trayectoria como arquero en River Plate, donde estuvo en 1981, ganando el Campeonato Nacional del mismo año.

## Selección nacional
Fue arquero del equipo argentino en los Juegos Olímpicos de Tokio en 1964. Luego intervino en la selección mayor de Argentina, en las eliminatorias para la Copa Mundial de México 1970, Argentina quedó eliminada. Agustín fue preseleccionado como uno de los posibles 3 arqueros para la Copa Mundial de Argentina 1978.

## Trayectoria como entrenador
En el último tramo de su camino, se convirtió en entrenador. Como DT dirigió Club Atlético Alvarado (Argentina), Comunicaciones (Guatemala), Racing (Argentina). Luego, fue convocado como secretario técnico del Racing Club. 
A posteriori, fue Entrenador de Arqueros de la Selección de Arabia Saudita.

## Clubes
| Club        | País      | Año         |
| ----------- | --------- | ----------- |
| Racing Club | Argentina | 1962 - 1970 |
| Santos      | Brasil    | 1970 - 1974 |
| Huracán     | Argentina | 1975        |
| Gremio      | Brasil    | 1976        |
| Racing Club | Argentina | 1977 - 1980 |
| River Plate | Argentina | 1981        |

## Palmarés

### Campeonatos regionales
| Título              | Club      | Estado    | Año  |
| ------------------- | --------- | --------- | ---- |
| Campeonato Paulista | Santos FC | São Paulo | 1973 |

### Campeonatos nacionales
| Campeonato       | Club        | País      | Año    |
| ---------------- | ----------- | --------- | ------ |
| Primera División | Racing Club | Argentina | 1961   |
| Primera División | Racing Club | Argentina | 1966   |
| Primera División | River Plate | Argentina | N-1981 |

### Campeonatos internacionales
| Título                   | Club                | Sede       | Año  |
| ------------------------ | ------------------- | ---------- | ---- |
| Preolímpico Sudamericano | Selección Argentina | Perú       | 1964 |
| Copa Libertadores        | Racing Club         | Santiago   | 1967 |
| Copa Intercontinental    | Racing Club         | Montevideo | 1967 |